# Městská památková rezervace Brno
Městská památková rezervace Brno je památkově chráněné území v Brně. Městská památková rezervace, vyhlášená v roce 1989, se nachází v městské části Brno-střed. Zahrnuje celé historické centrum Brna a v menší míře zasahuje také do částí Staré Brno a Veveří.
Na území rezervace se nachází sedm národních kulturních památek: hrad a pevnost Špilberk, Petrov s katedrálou svatého Petra a Pavla, kostel svatého Jakuba, hotel Avion, Starobrněnský klášter, Stará radnice a obraz Madona z Veveří.

## Vytvoření
Rezervace byla vytvořena na základě usnesení vlády České socialistické republiky v červnu 1989. V Ústředním seznamu kulturních památek je registrována pod číslem 1049.

## Rozsah a architektura
Rezervace zahrnuje celé historické jádro města. Dále pod ní patří oblast Starého Brna v okolí Pekařské a Pellicovy, společně se Starobrněnským klášterem. Zahrnuje též část Veveří v okolí Obilního trhu až po ulici Gorkého.
V centru města se v menší míře vyskytují středověké a novověké stavby, většina zástavby ve stylu historismu a secese pochází z přelomu 19. a 20. století. Gotická zástavba se dnes nachází na Zelném trhu a v jeho okolí, dále též v okolí ulice Minoritské a ojediněle též ve zbytku centra. Z původních pěti set historických měšťanských domů zůstala stát pouze pětina, většina z nich byla zbořena při přestavbě Brna na přelomu 19. a 20. století. Právě při této přestavbě v Brně vznikly historizující a secesní stavby, které jsou zde nejvíce rozšířenými. Přeměna Brna se prováděla po vzoru Vídně a obě města byla velmi provázaná. Jako příklad secesní památky může být budova hlavního nádraží, hodnotné klasicistní budovy se vyskytují na Šilingrově náměstí a v dalších oblastech centra.
V období první republiky nastal rozmach funkcionalismu, který výrazně proměnil tvář města Brna. Část těchto památek se nachází i v památkové rezervaci (hotel Avion, Nádražní pošta, obchodní dům Centrum).

## Galerie

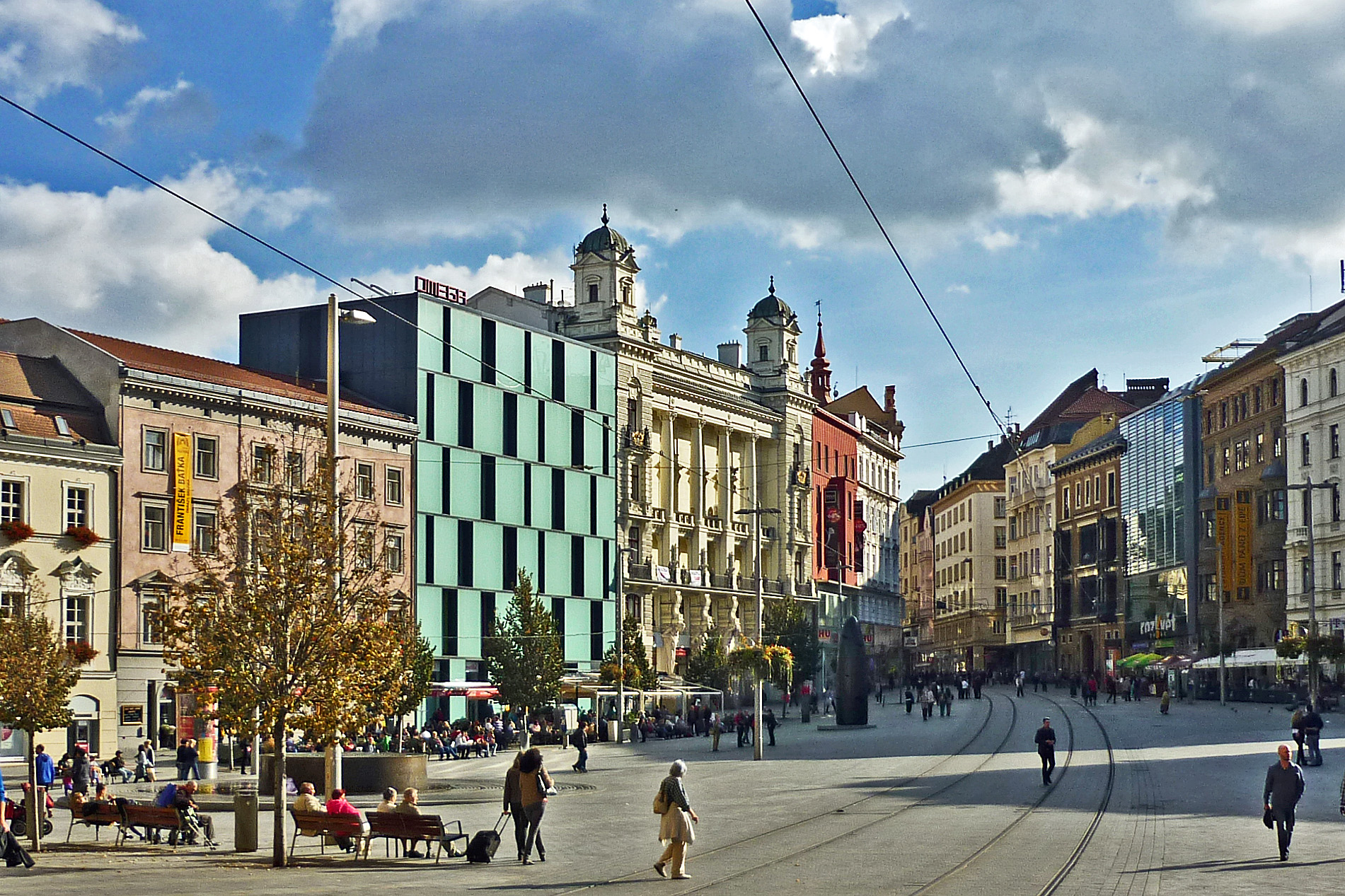
Náměstí Svobody, jižní část
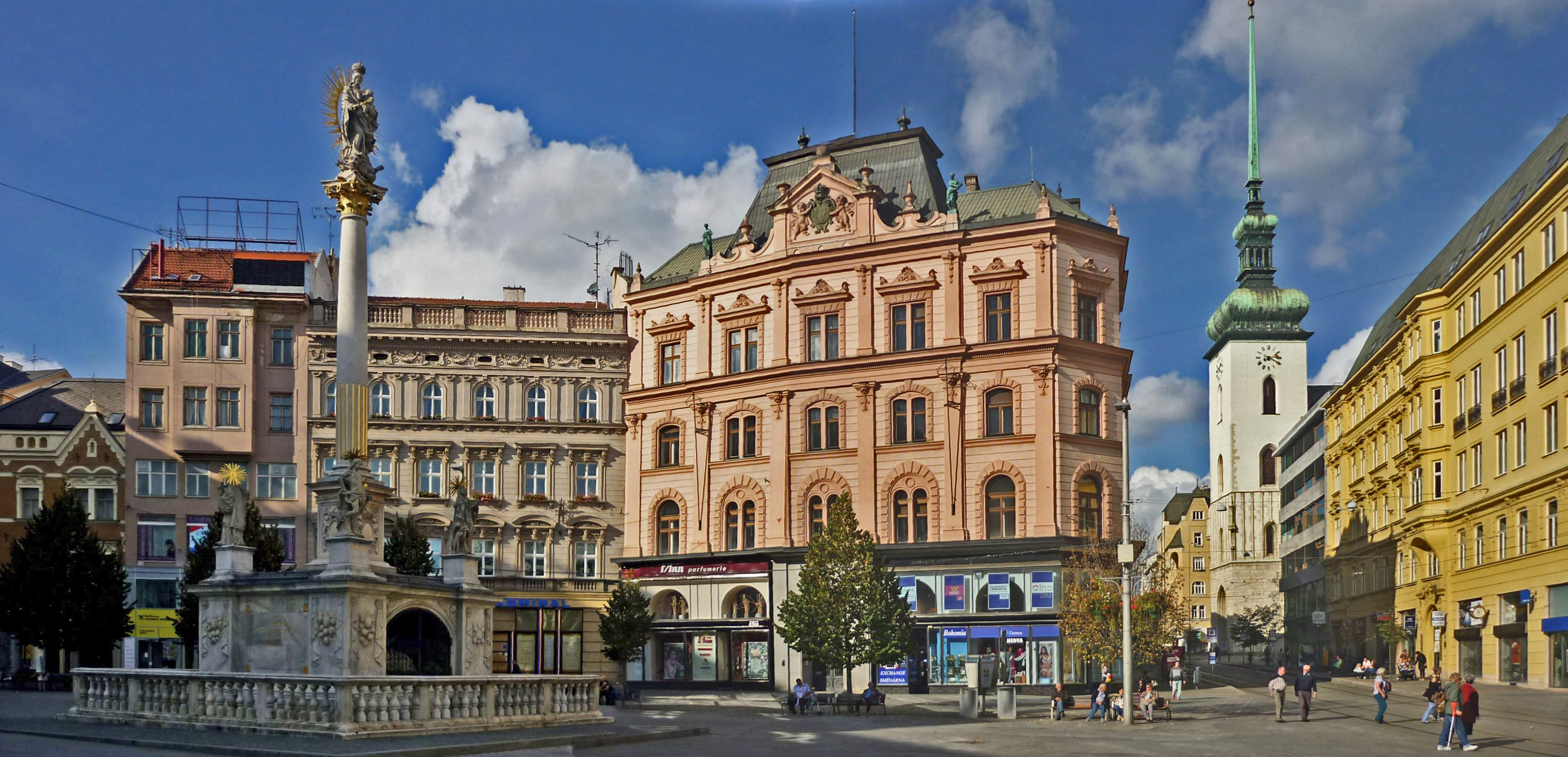
Náměstí Svobody, severní část
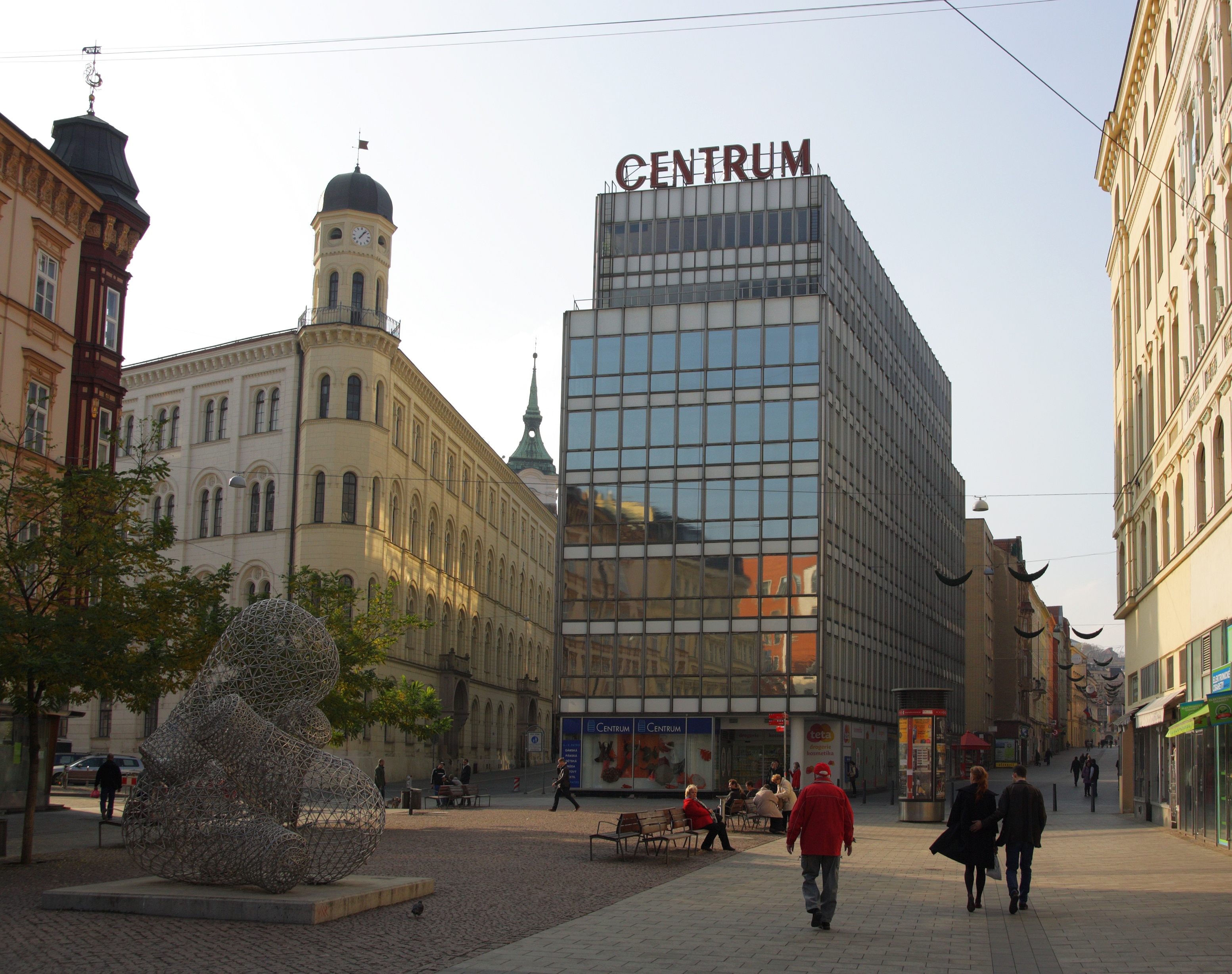
OD Centrum, z Malinovského náměstí
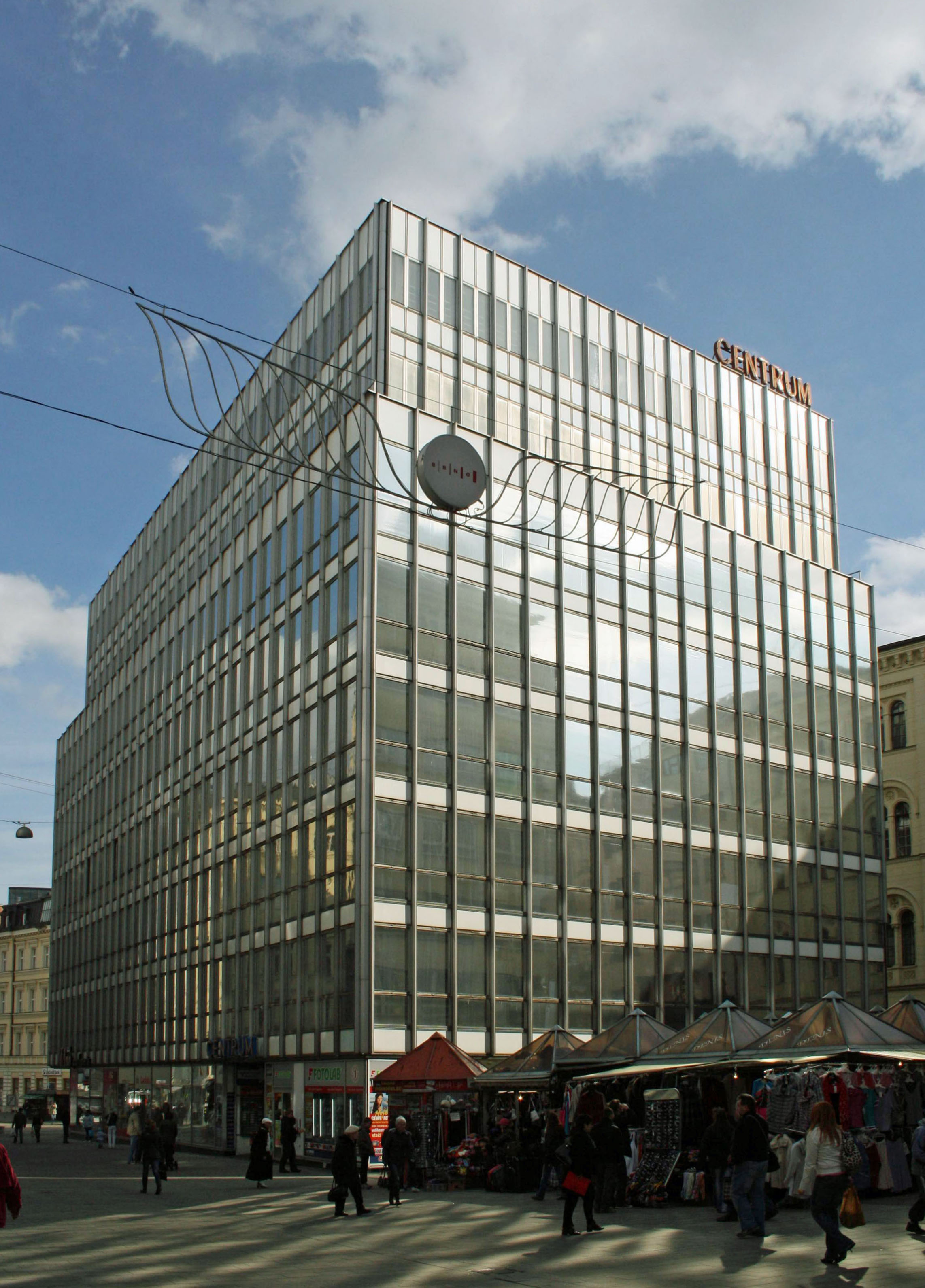
OD Centrum, z Kobližné
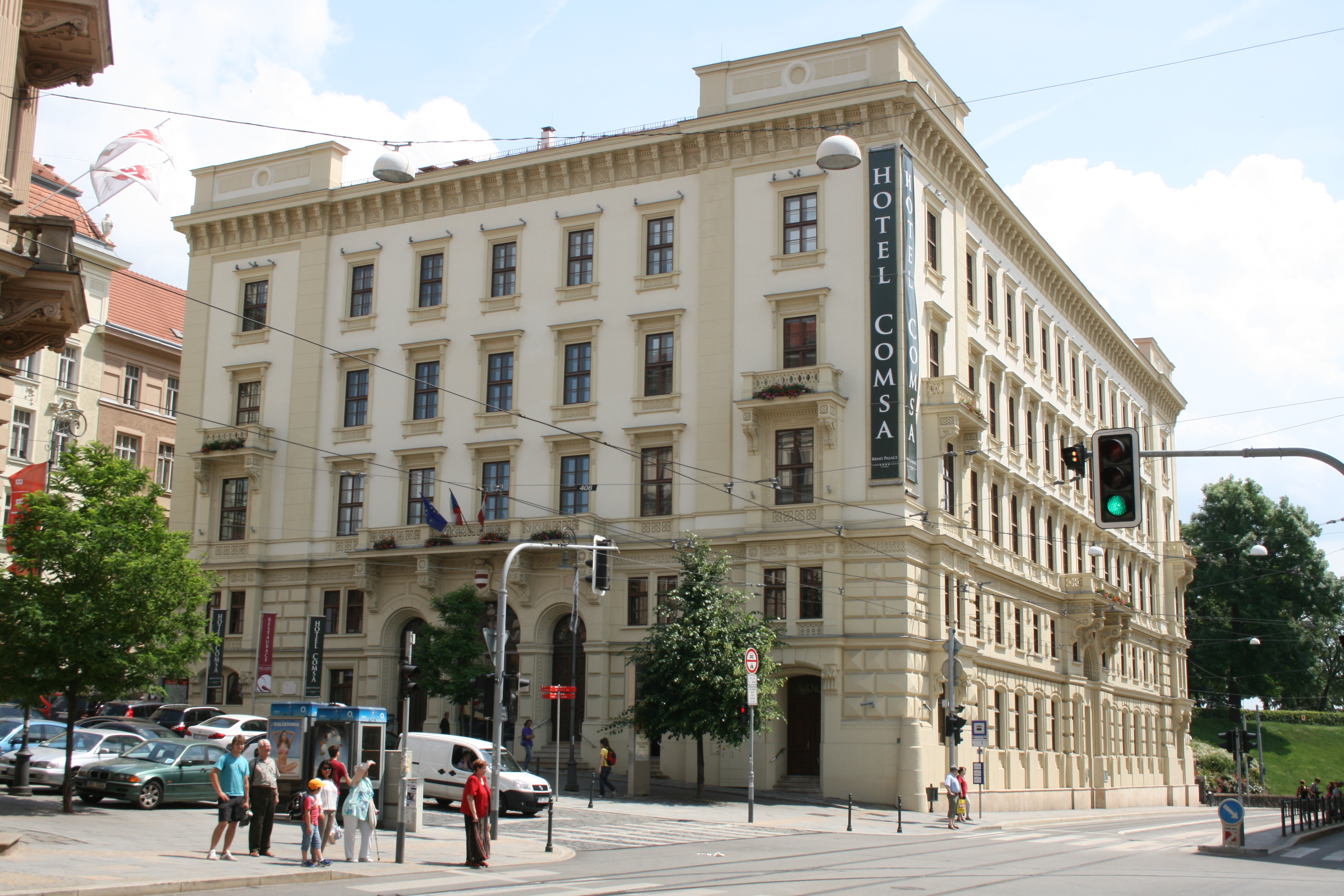
Městský dvůr, sídlo hotelu Barceló
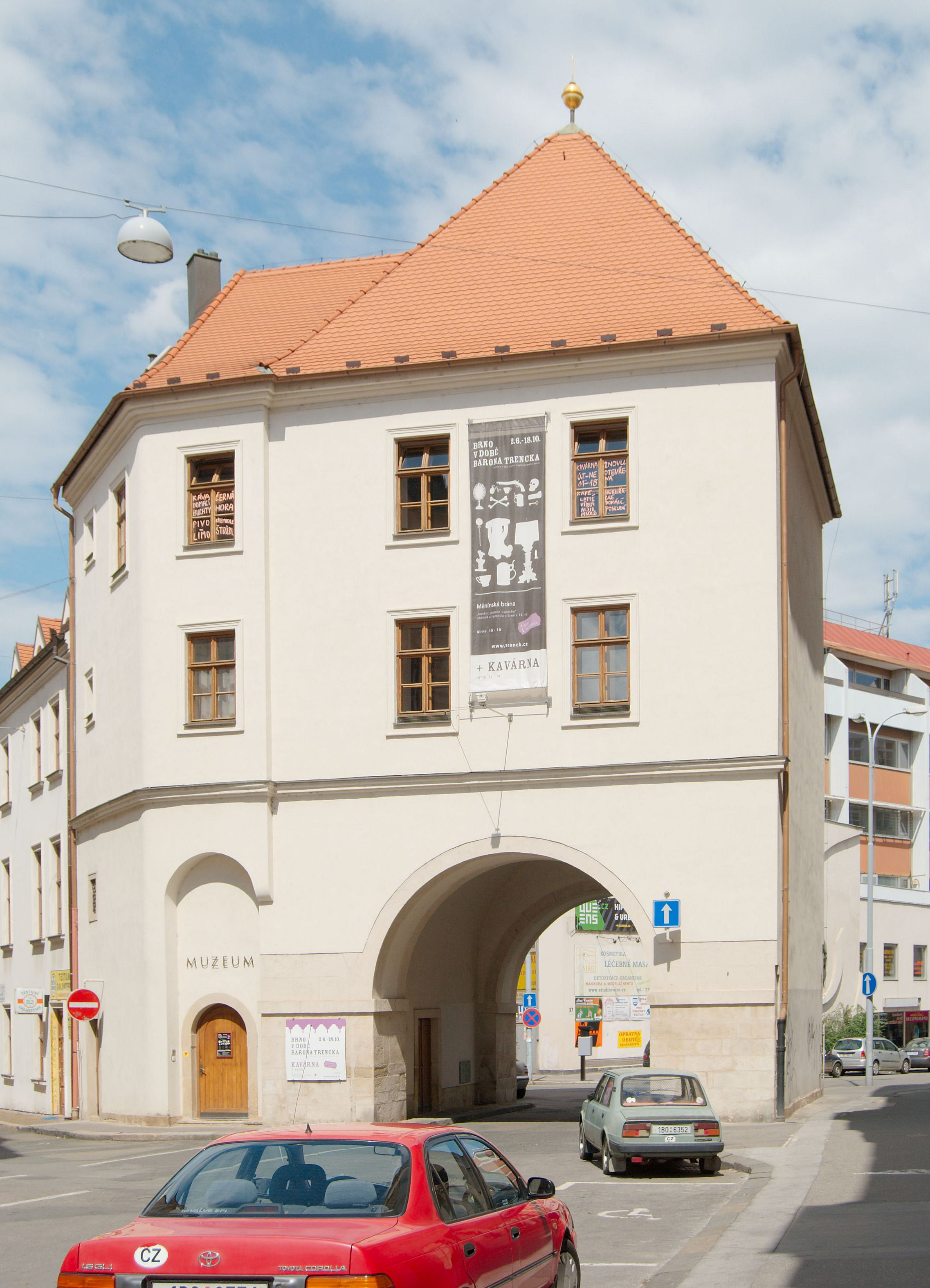
Měnínská brána, jediná dochovaná městská brána v Brně
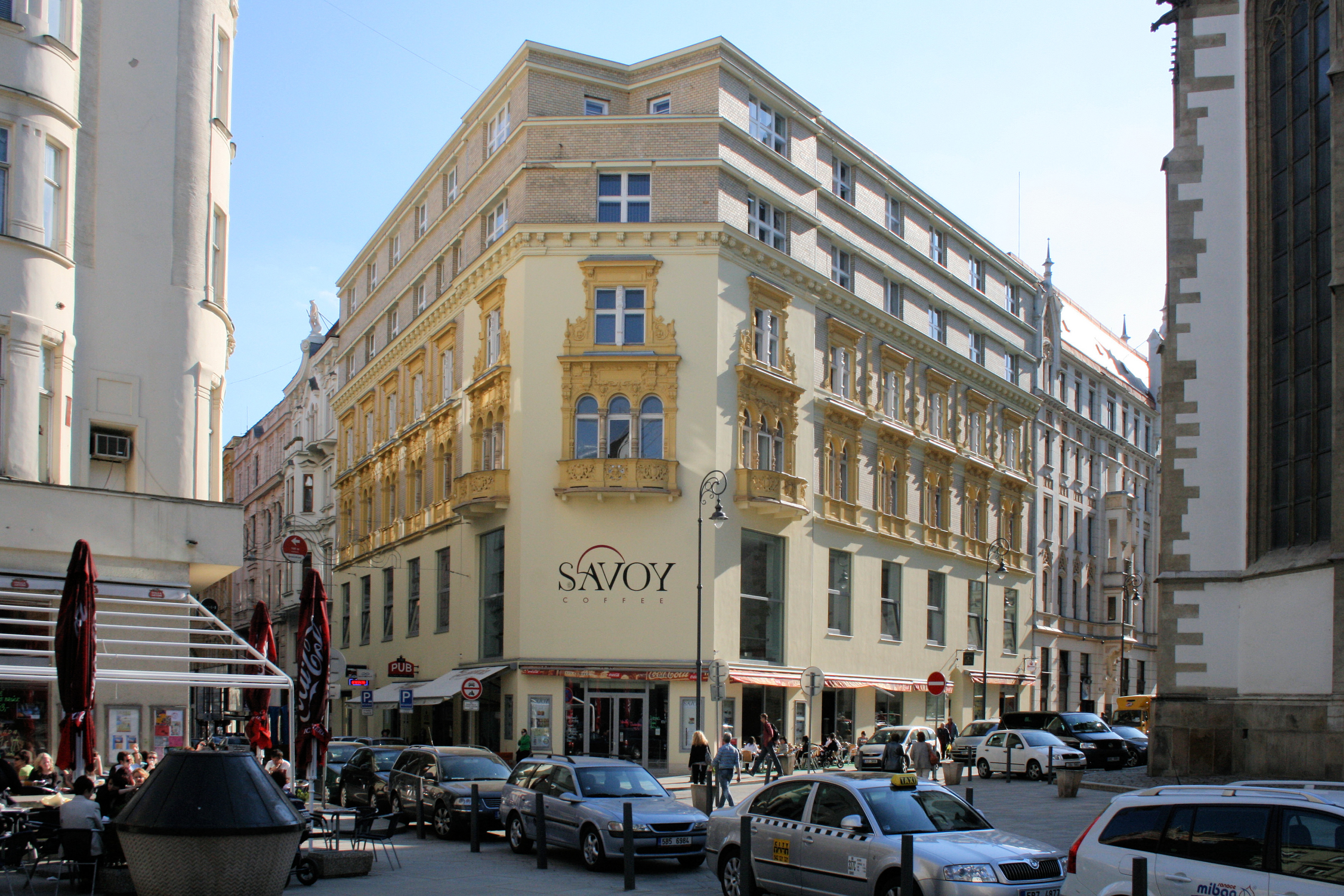
Kavárna Savoy na Jakubském náměstí
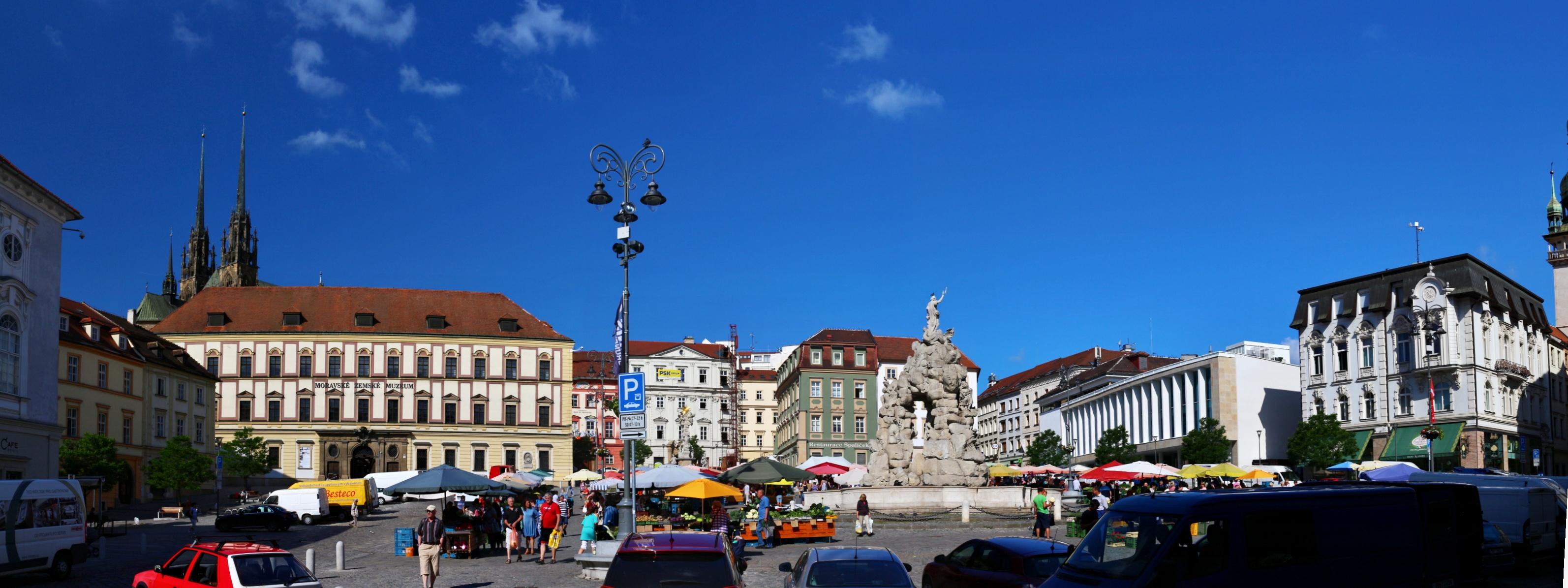
Zástavba Zelného trhu
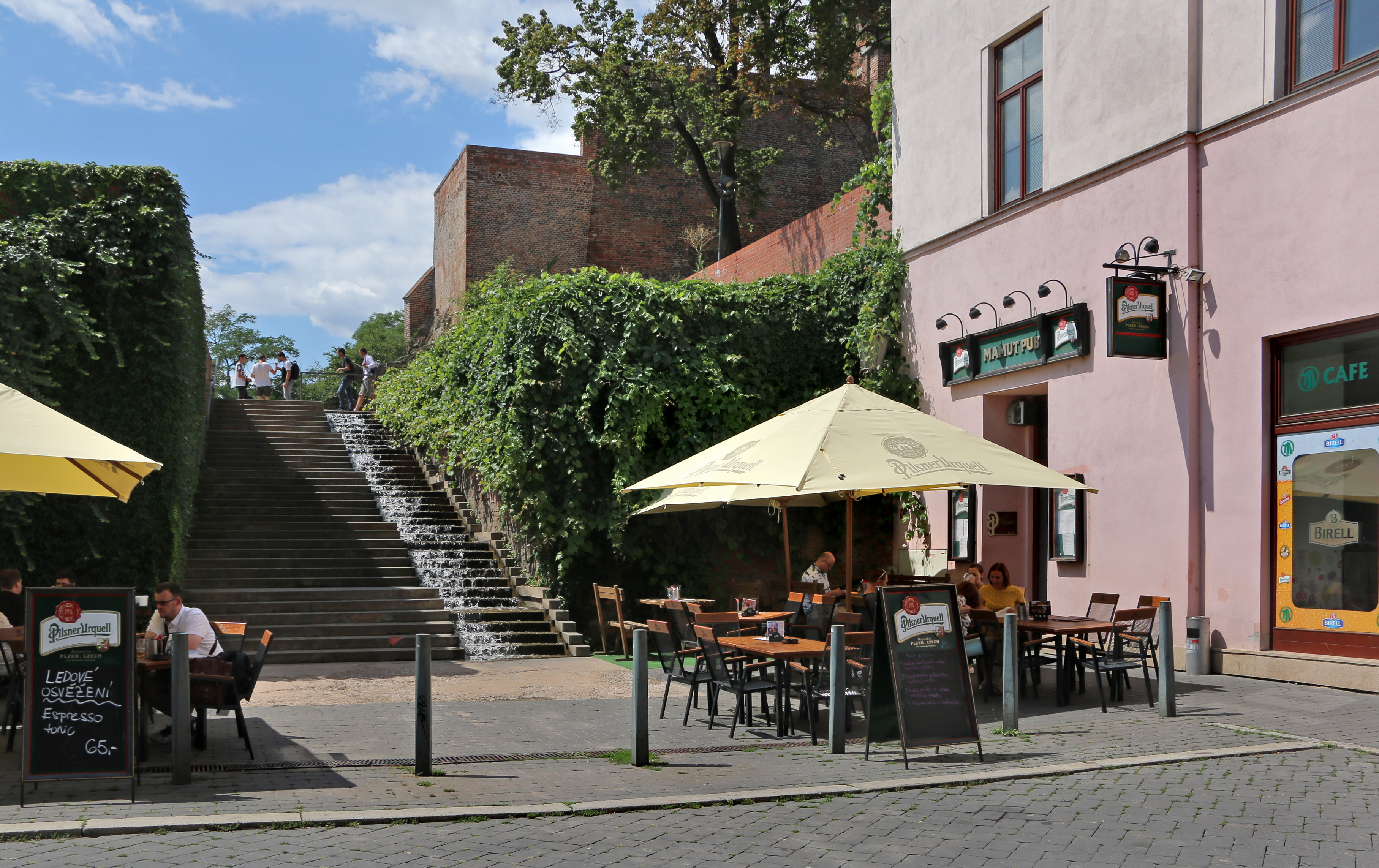
Ulice Bašty na Petrovském vrchu
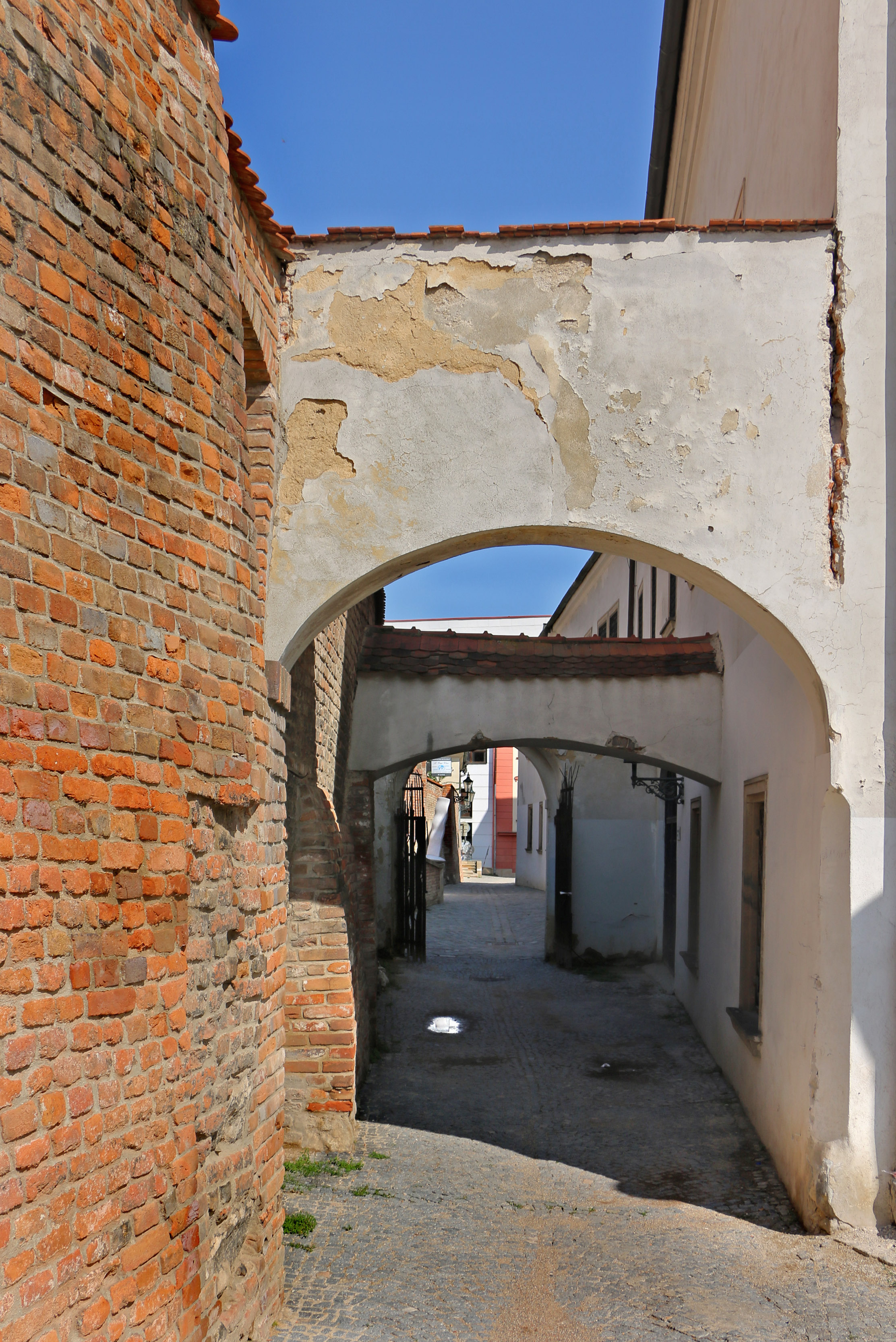
Ulička Václava Havla
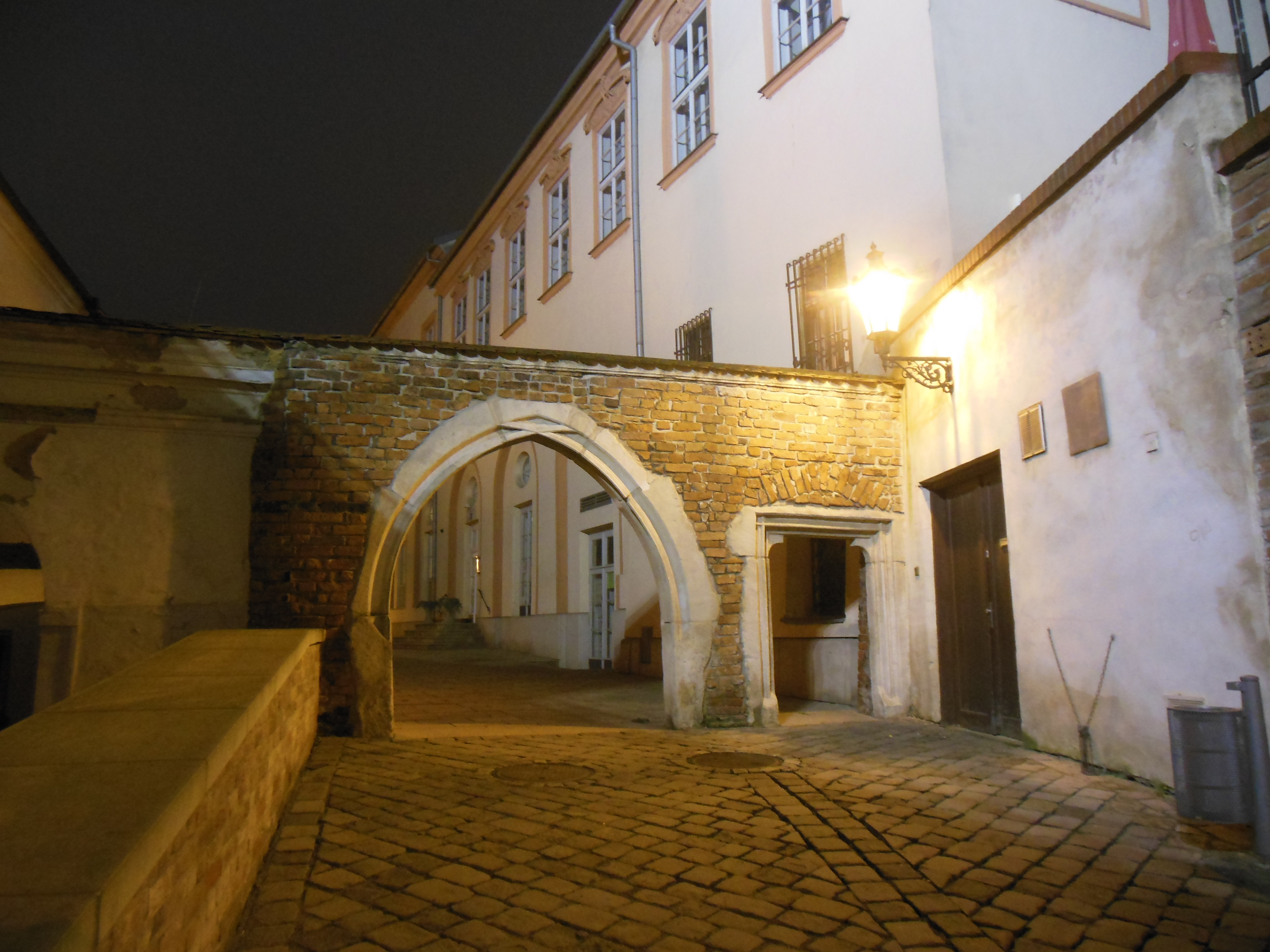
Brána na Petrově
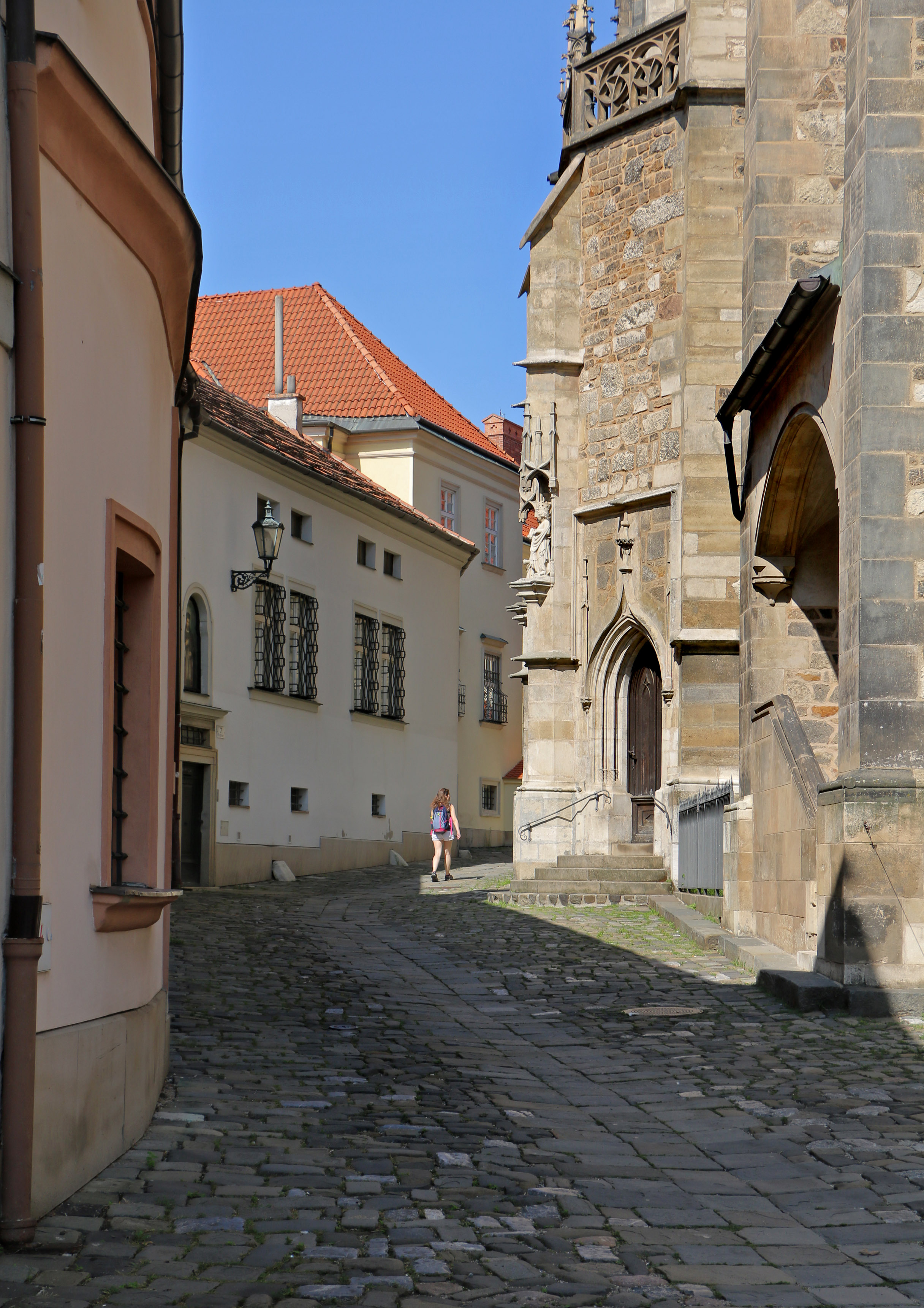
Ulice u Katedrály svatého Petra a Pavla
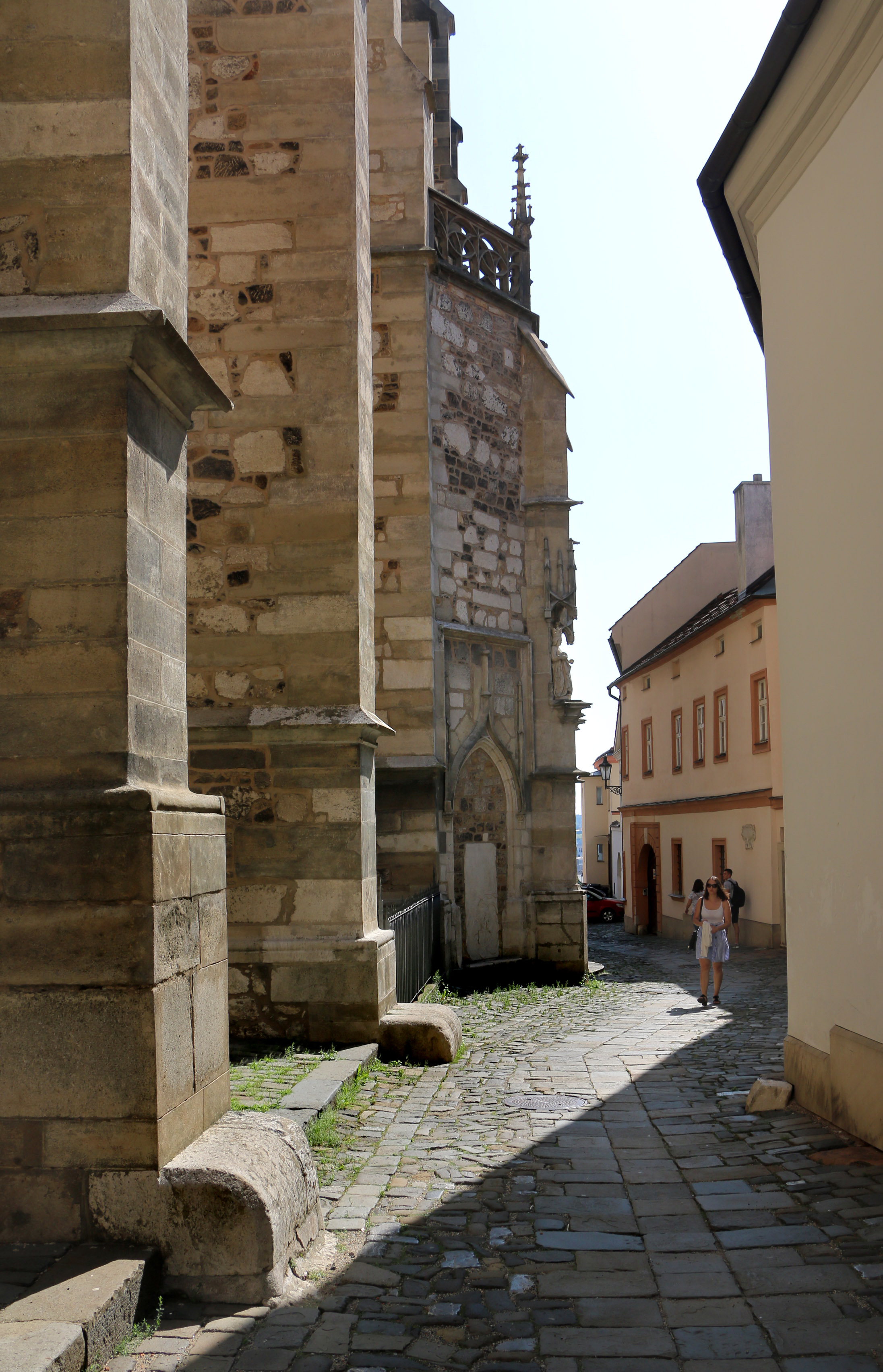
Ulice Petrov z jihu
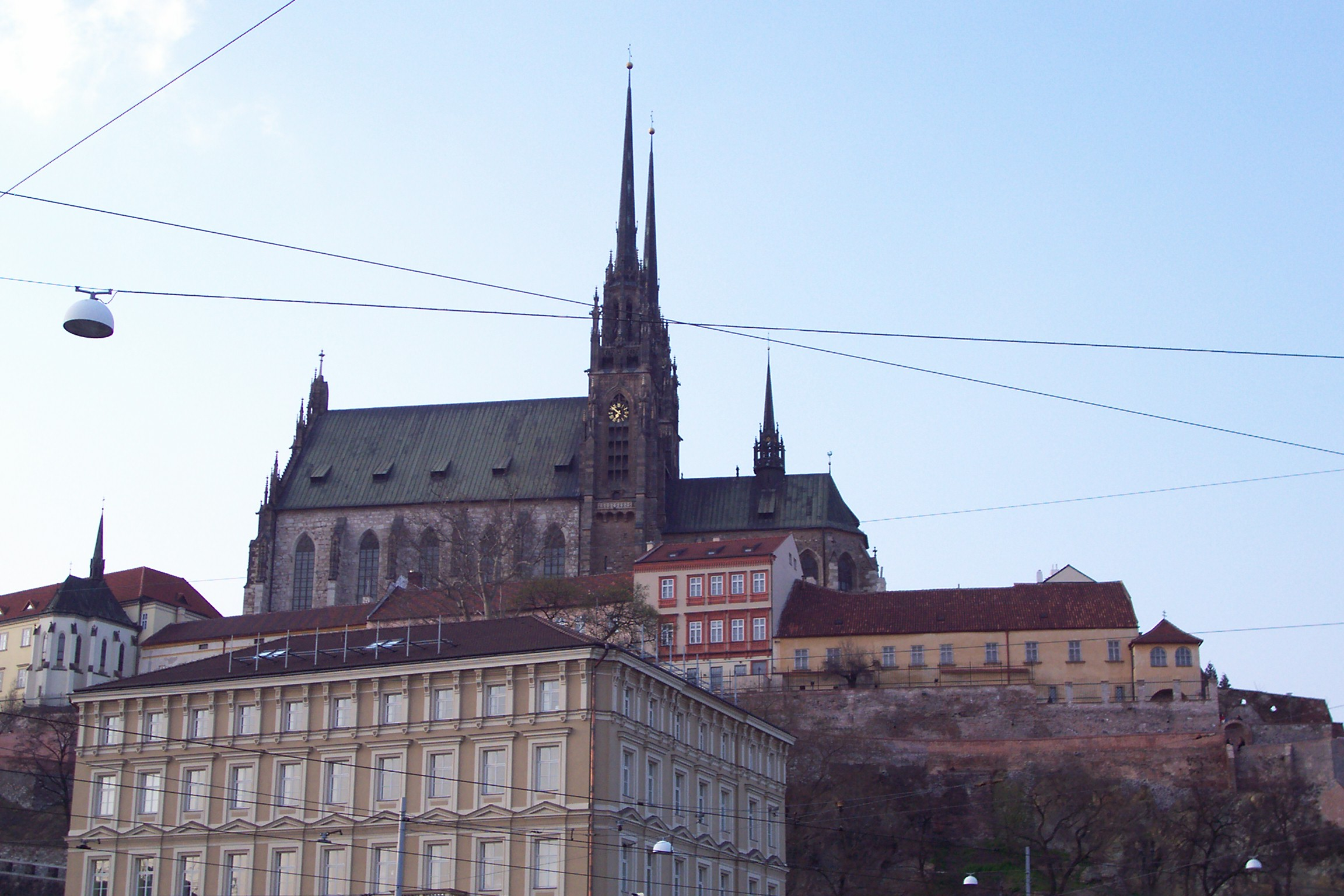
Katedrála svatého Petra a Pavla
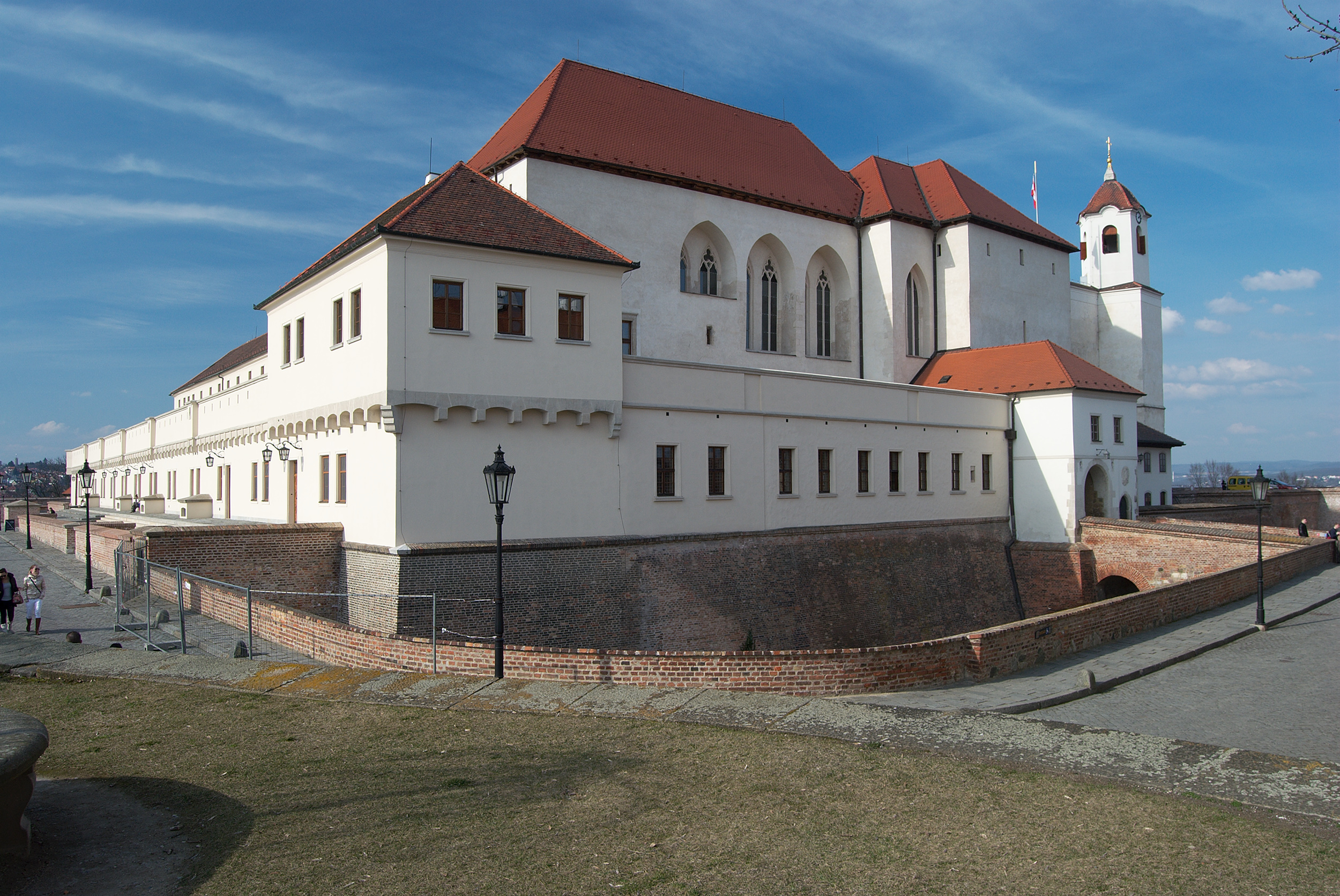
Hrad Špilberk
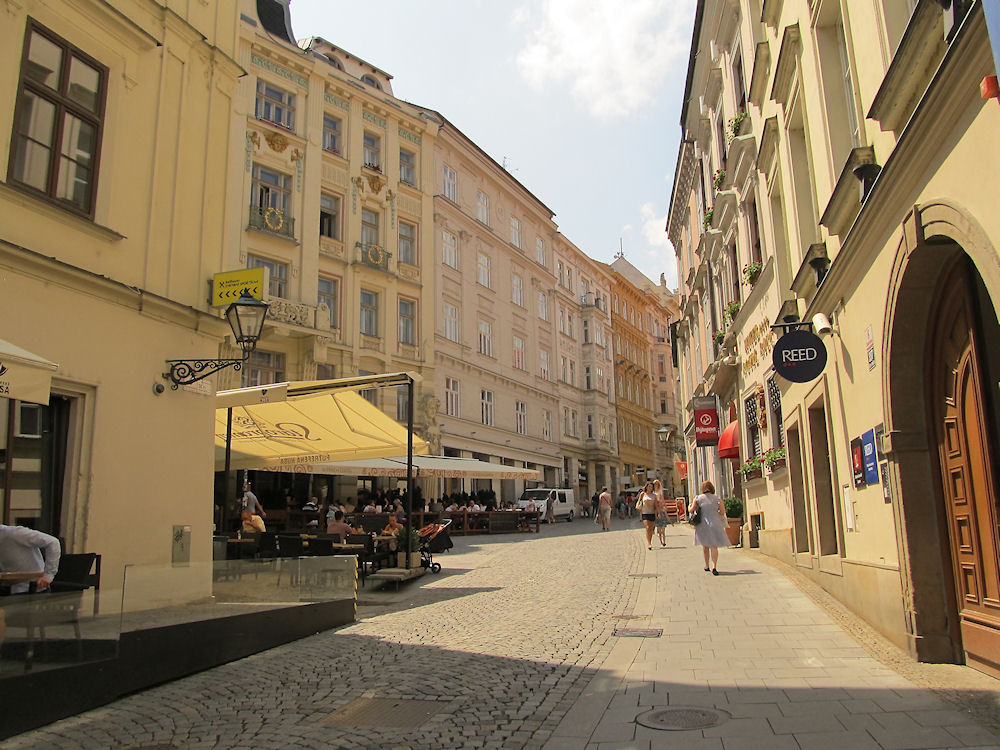
Starobrněnská ulice
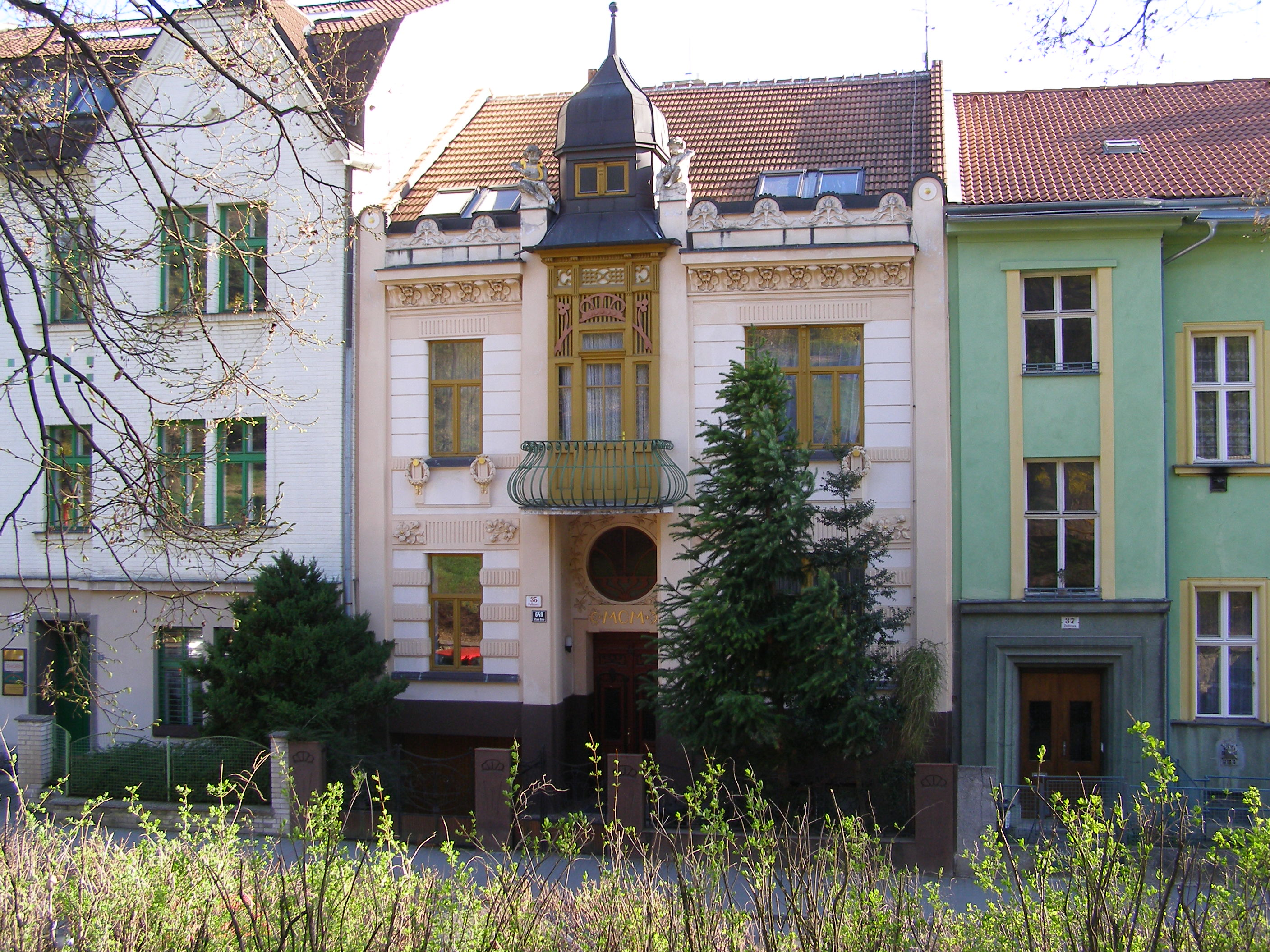
Ulice Pellicova pod Špilberkem
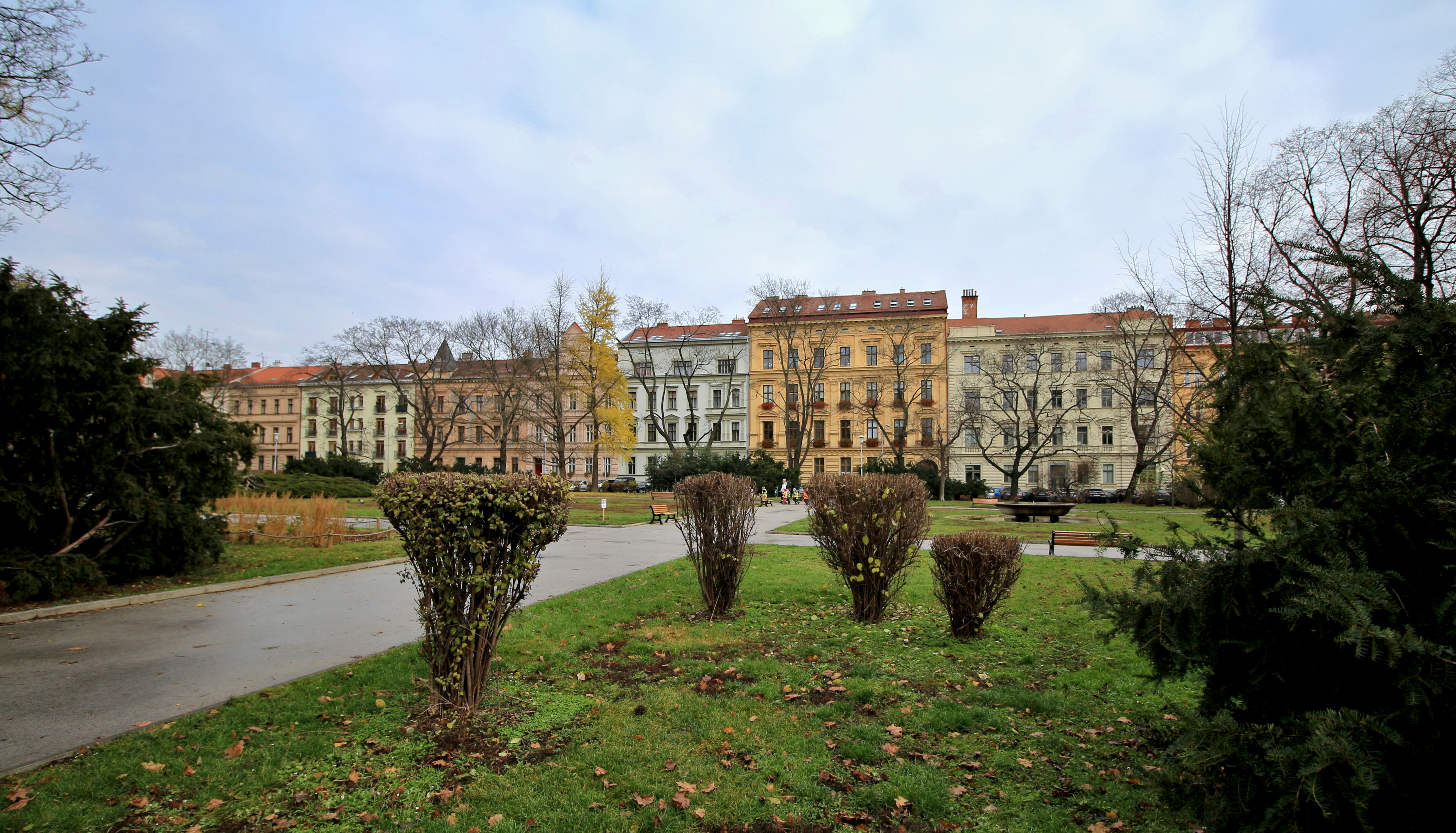
Náměstí Obilní trh